# Eurocopter X3
Eurocopter X3 je experimentální vysokorychlostní hybridní vrtulník.  Jedná se o zvláštní typ letounu s charakteristikou VTOL. Výrobcem jediného prototypu je evropská skupina Eurocopter.
12. května 2011 byl letoun schopen dosáhnout rychlosti 430 km/h (232 uzlů). Neoficiální rychlostní rekord překonal 7. června 2013, kdy dosáhl v letu rychlosti 472 km/h (255 uzlů).

## Vývoj
Eurocopter X3 je koncept vysokorychlostního vrtulníku, který byl postaven na základě civilního stroje Eurocopter EC 155. Disponuje pětilistým hlavním rotorem a dvěma vrtulemi, které jsou umístěny na křídlech na trupu vrtulníku. Stroj je poháněn dvěma turbohřídelovými motory.
Stroj poprvé vzlétl 6. září 2010 ve Francii. 12. května   dokázal vyvinout rychlost 430 km/h (232 uzlů, 267 mph) a udržet ji po dobu několika minut. K překonání neoficiálních rychlostních rekordů u vrtulníků došlo 7. června 2013, kdy stroj dosáhl rychlosti 472 km/h (255 uzlů). O několik dnů dříve dosáhl vrtulník při sestupu rychlosti 487 km/h (263 uzlů). Technologie použité u vrtulníku X3 mohou být k dispozici po roce 2020.

## Specifikace

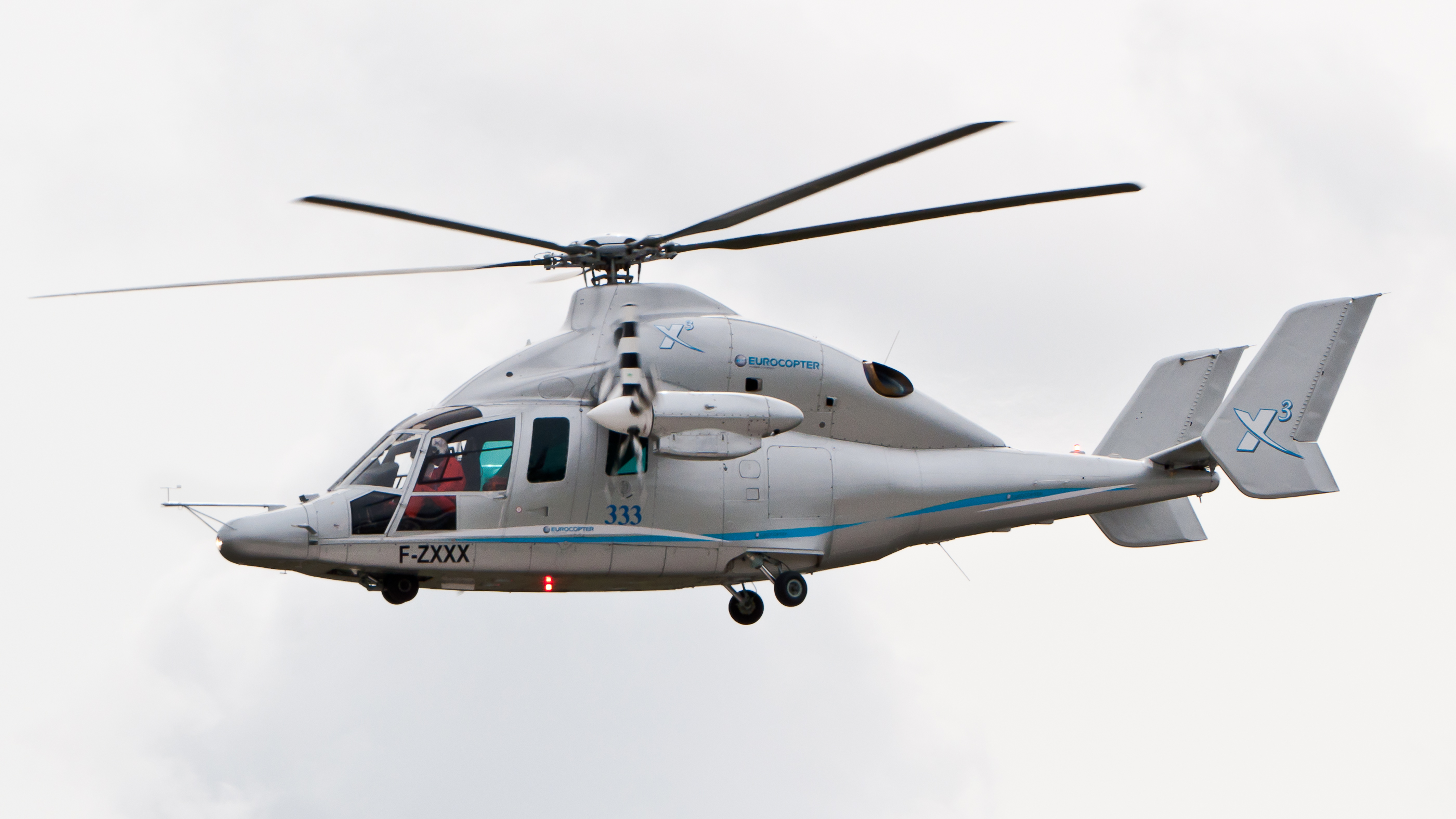
Eurocopter X3 na berlínské letecké show v roce 2012

Data podle webu FlightGlobal.

### Technické údaje
- Posádka: 2 piloti
- Pohonná jednotka: 2 × turbohřídelový motor Rolls-Royce Turbomeca RTM322, každý o výkonu 1 693 kW

### Výkony
- Maximální rychlost: 472 km/h (255 uzlů) ve výšce 10 000 stop[4]
- Cestovní rychlost: 407 km/h
- Stoupavost: 25 m/s
- Dostup: 3810 m